# ساندران (آن)
ساندران (بالفرنسية: Sandrans)‏ هي بلدية فرنسية تقع في إقليم آن في فرنسا. رمز إنسي لها هو:1393. أما الرمز البريدي لها فهو: 1400.